# Павлоградская агломерация
Павлоградская агломерация (укр. Павлоградська агломерація) — городская агломерация в Днепропетровской области Украины с центром в городе Павлоград. Простирается вдоль рек Самара и Волчья, находится на перепутье транспортных путей, вблизи центров горной, металлургической и машиностроительной промышленности. Центр развитого сельскохозяйственного района, месторасположение угледобывающего бассейна «Западный Донбасс». Агломерацию обслуживает Днепровский международный аэропорт.
Включает в себя
- города: Павлоград, Терновка, Першотравенск.
- районы: Павлоградский район, Синельниковский район.